# Урал (велосипед)

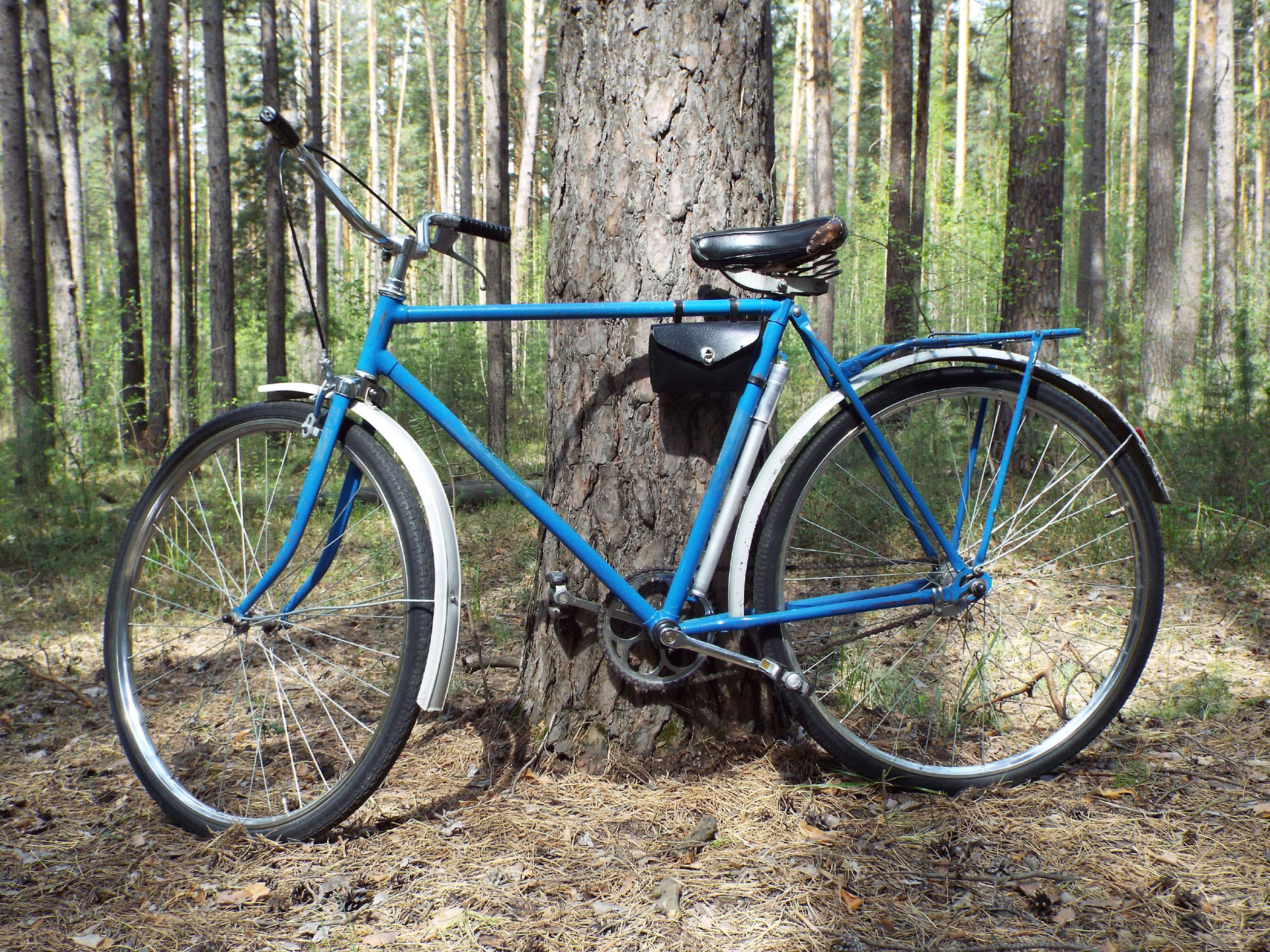
Велосипед "Урал" модель 111-621 выпуск 1989 года

«Урал» — марка советского дорожного велосипеда с колёсами диаметром 28 дюймов.
Выпускался Пермским машиностроительным заводом имени Октябрьской революции и другими заводами СССР (под другими названиями). По паспорту считался мужским велосипедом повышенной прочности и проходимости. В комплект велосипеда входили аптечка, ремонтный набор и насос. Фактический срок службы мог превышать десятки лет.

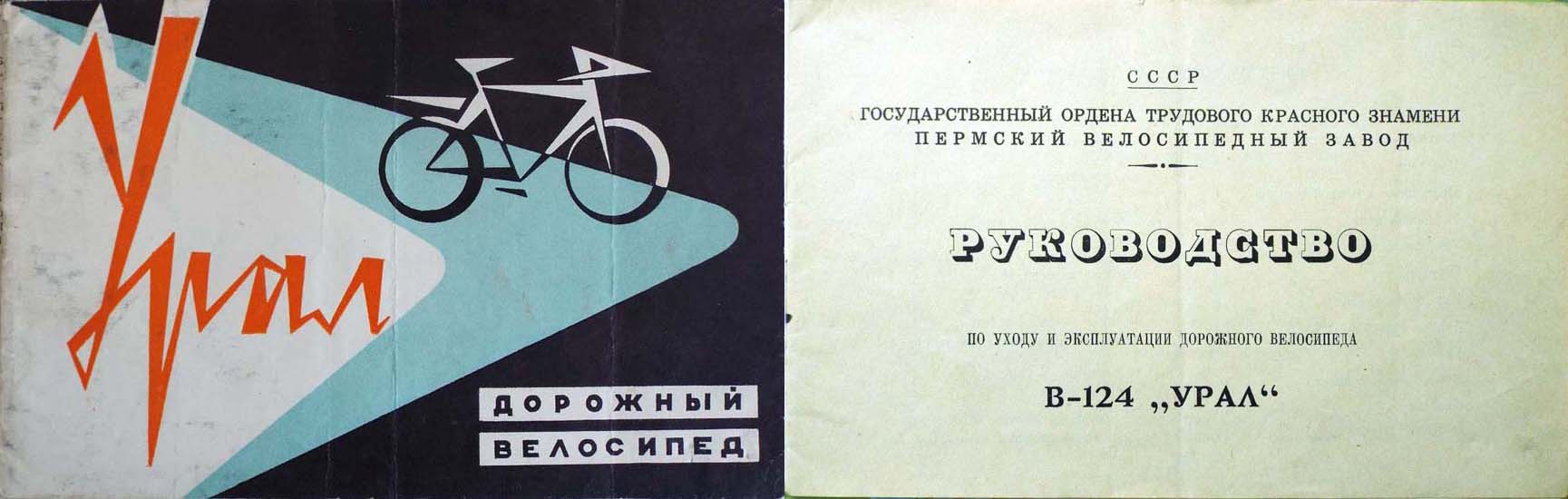
Буклет

В начале 1970-х годов к велосипеду (в то время выпускалась модель В-124) прилагался не только паспорт, но и руководство по эксплуатации и ремонту.
Велосипед модели В-124 в 1972 году стоил 52 рубля, модели 111-621 в 1989 году - 66 рублей (в комплект обязательной поставки входил передний, ручной тормоз).
Технические характеристики дорожного велосипеда «Урал» модель 111-621:
- База, мм — 1160
- Размер шин, мм — 40×622 или 37×622
- Тип рамы — трубчатая закрытая
- Привод — цепной
- Тип руля — трубчатый, поворотный для прямой посадки
- Тип седла — с жесткой покрышкой
- Количество передач — 1
- Тип втулки заднего колеса — тормозная со свободным ходом
- Число зубьев ведущей звездочки — 48
- Число зубьев ведомой звездочки — 19 (18)
- Грузоподъемность заднего багажника, кгс — 15
- Масса (без принадлежностей), кг — 15,2[2]